# Unicomp

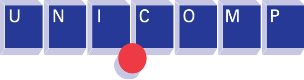
Logo von Unicomp

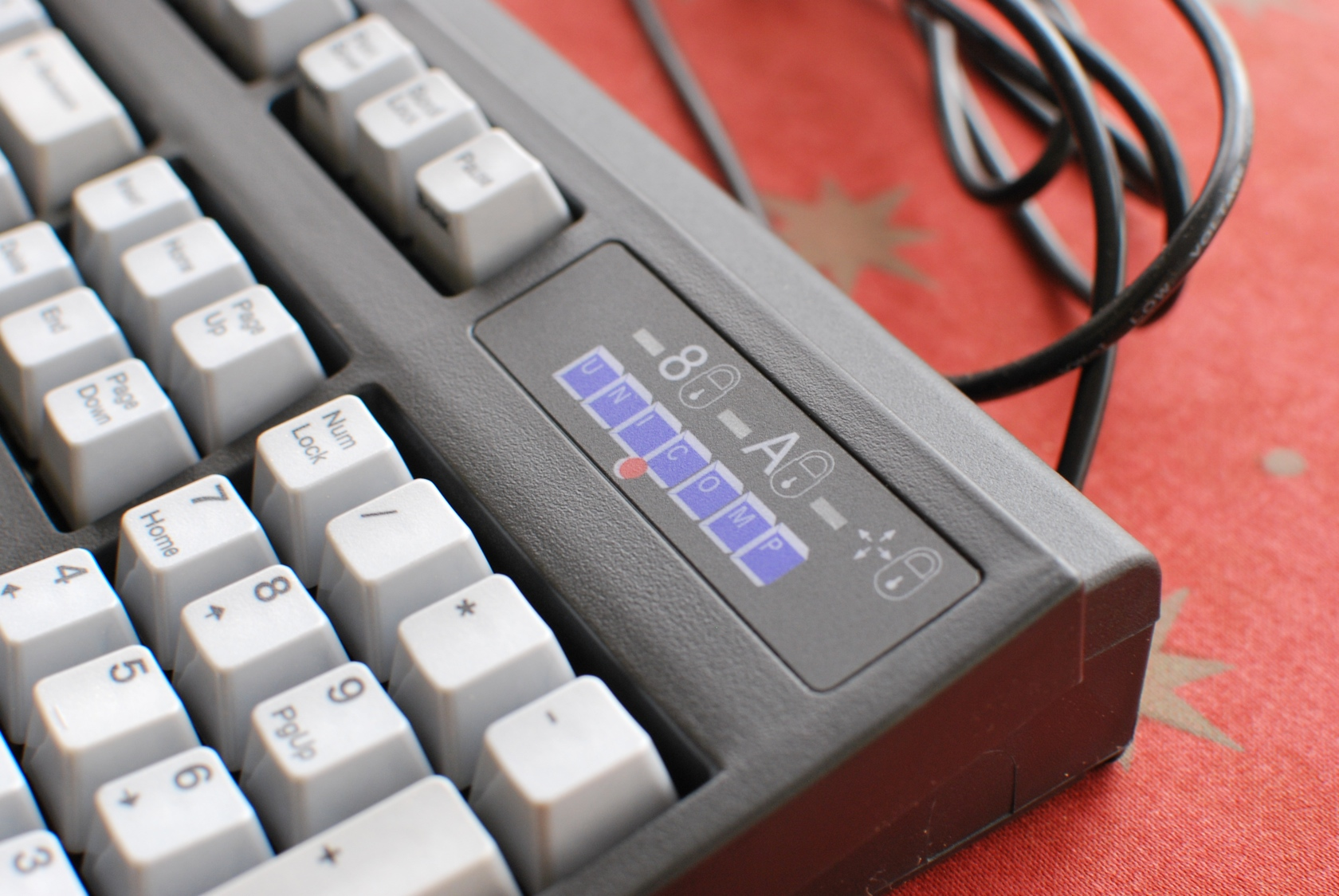
Nahansicht einer aktuellen schwarzfarbigen Unicomp SpaceSaver Model-M-Tastatur.

Unicomp ist ein US-amerikanischer Hersteller von Computertastaturen und Zubehör aus Lexington in Kentucky.

## Beschreibung
Die Firma wurde im April 1996 gegründet, als die Lizenz und die Maschinen für die buckling-spring keyboard technology (die Technologie hinter dem IBM Model M und ähnlicher Tastaturen) von Lexmark erworben wurde.
Unicomps Produktpalette basiert hauptsächlich auf dem letzten Model-M-Design von IBM/Lexmark und darauf aufsetzenden Modifikationen und Modernisierungen. Zum Beispiel ist das Modell Unicomp Customizer 101 eine genaue Kopie der IBM 42H1292, eine späte Variante des Model M mit festem Kabel und Ablauflöchern für ausgekippte Getränke, welche auf den originalen Maschinen gefertigt wird. Als nutzerspezifische Modifikationen bietet Unicomp viele Tastaturlayouts an. Als Modernisierung des Model-M-Designs werden auch Tastaturen mit USB-Schnittstelle und Windows-, Apple- oder Linux-Tasten angeboten.
Weiterhin verkauft Unicomp Ersatzteile für IBM/Lexmark Model-M-Tastaturen und bietet Reparaturdienste für Modelle aus eigener Fertigung an. Fast alle Produkte werden in den USA im Werk Lexington gefertigt. Mit Ausnahme der Value Plus/SK-720C und SK-7500 wireless, welche von SiliTek, einer Tochter von Lite-On, in Fernost hergestellt werden.
Die Unicomp-Tastaturen werden über einen hauseigenen Webshop oder per Telefon weltweit direkt vermarktet.

## Rezeption
Mitte der 2000er sprachen einige Rezipienten in Zusammenhang mit den Unicomp-Buckling-Spring-Tastaturen von einem (kleinen) Comeback der hochwertigen Model-M-Tastaturen.

## Galerie

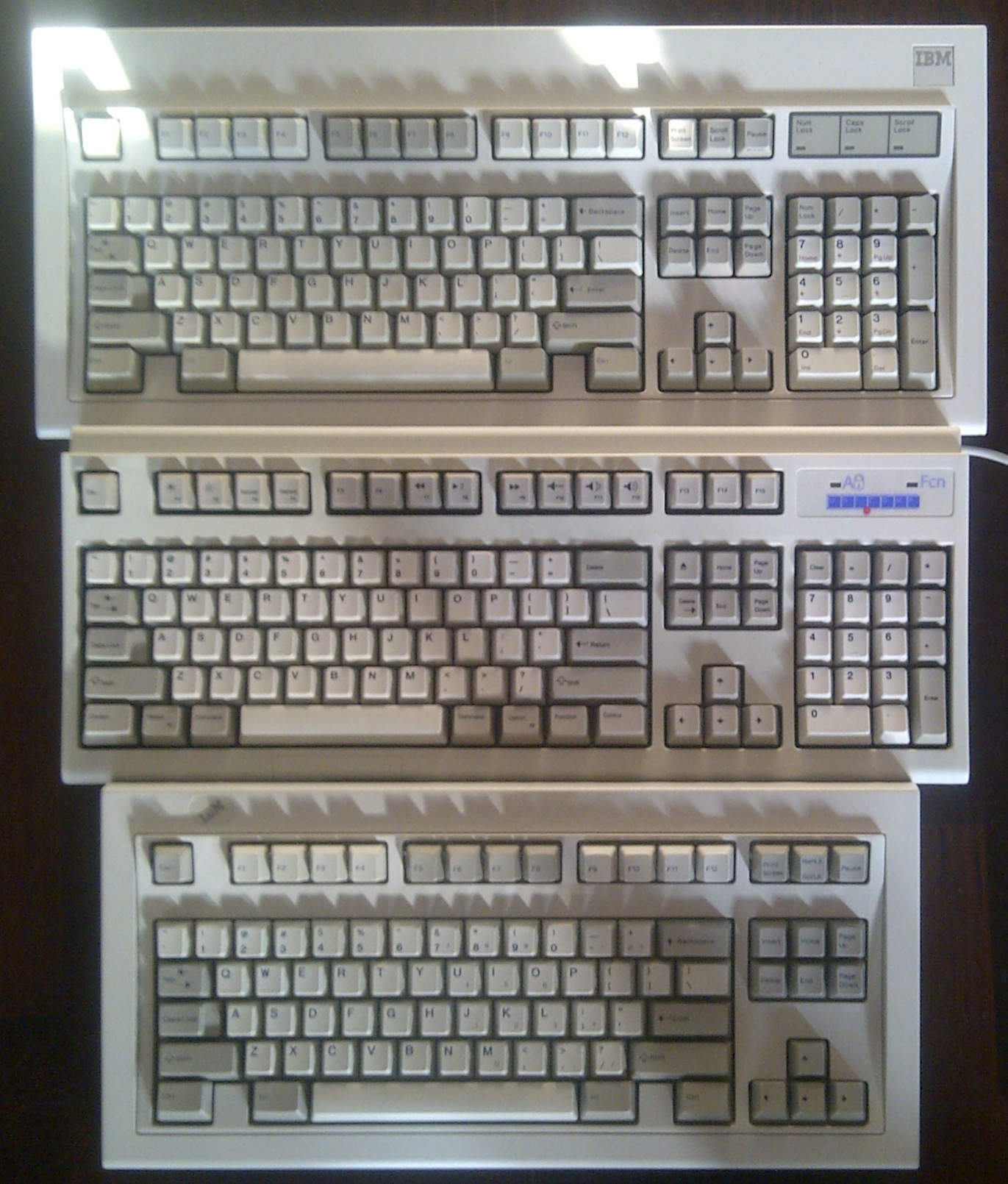
Von oben nach unten IBM Model M Square Logo 1390131 (1986), Unicomp Spacesaver M UNIZPHA (2011), IBM Model M Space Saving 1392934 (1991)
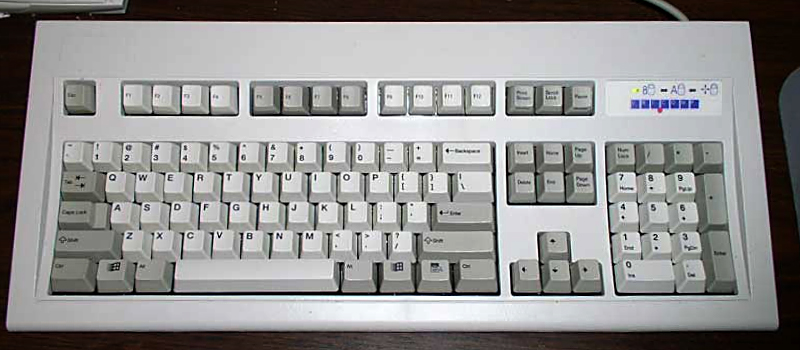
Unicomp Customizer 104 (UNI0P46), am 25. April 2005 gefertigt.
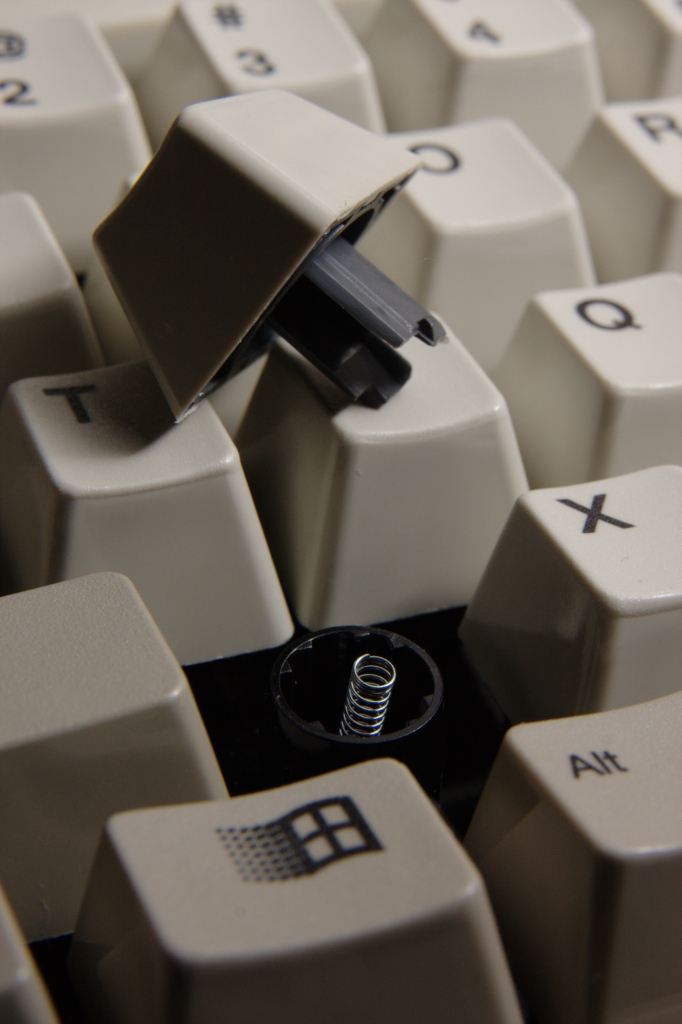
Unicomp Model M mit entfernter Taste, zu sehen die darunter stehende Knickfeder.
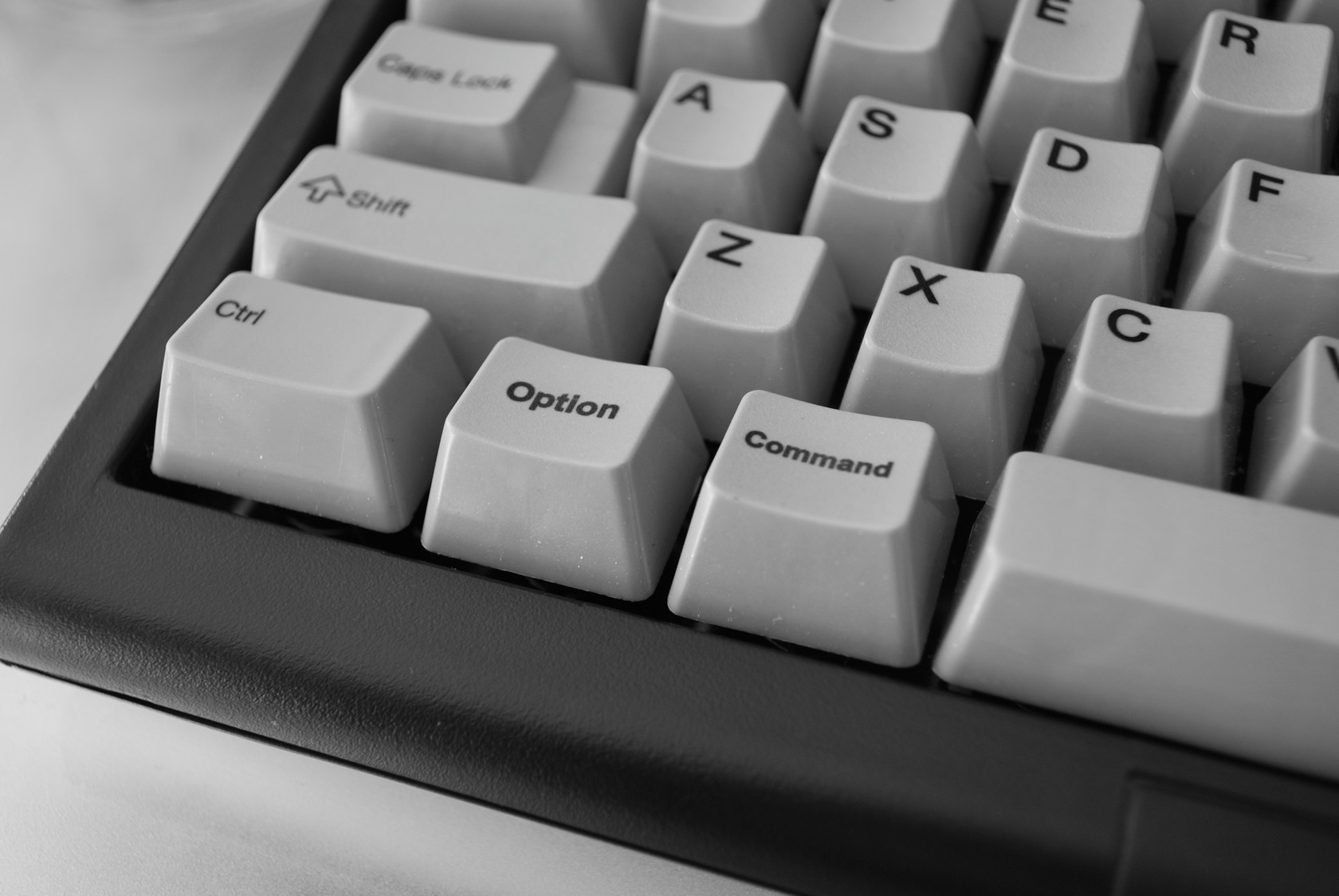
Unicomp Model-M-Austauschtastenkappen für ein Apple Tastaturlayout: „Option“- und „Command“-Taste.
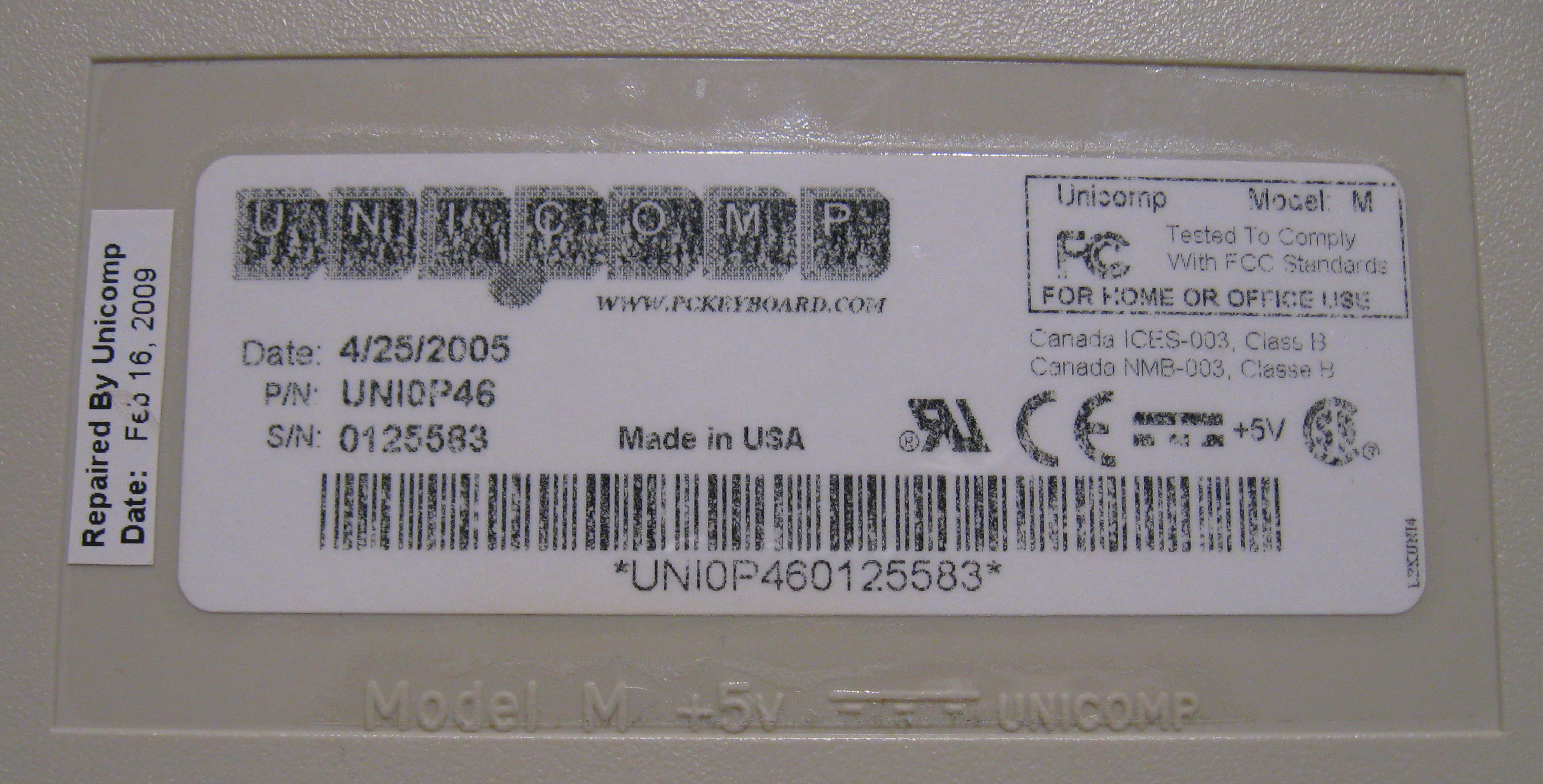
Rückseite mit Identifikationslabel einer Unicomp-Tastatur UNI0P46 von 2005, repariert 2009.